# Алекс Агінага
Алекс Даріо Агінага Гарсон (ісп. Álex Dario Aguinaga Garzón; нар. 9 липня 1968, Ібарра) — колишній еквадорський футболіст, атакувальний півзахисник, учасник чемпіонату світу 2002 року. У 2005 році завершив кар'єру і з 2011 року працює футбольним тренером.

## Клубна кар'єра
Алекс випускник футбольної академії еквадорського клубу «Депортіво Кіто». До ігор за основний склад, Агінагу почали залучати з 16 років. За команду півзахисник відіграв понад 150 матчів і забив близько 50 м'ячів у всіх турнірах. Алекса активно переглядали скаути європейських клубів. Під час передсезонного турне Агінага вразив своєю грою Фабіо Капелло, але всіх випередила мексиканська «Некакса», підписавши контракт з молодим півзахисником за невелику суму відступних в 1989 році.
Майже всю свою футбольну кар'єру Алекс провів у «Некаксі», ставши для клубу справжньою легендою і провівши в команді 14 років кар'єри. З «Некаксою» півзахисник виграв 3 чемпіонати.
В 1995 році у фіналі проти «Крус Асуль», Агінага забив гол і допоміг своїй команді виграти чемпіонство. 3 жовтня 1999 року Алекс приніс команді перемогу у фіналі Ліги чемпіонів КОНКАКАФ, забивши гол у матчі проти «Алахуеленсе», 2-1. Ця перемога дозволила мексиканському клубу вперше в історії взяти участь у клубному чемпіонаті світу. На турнірі Агінага забивав два голи. Перший гол був забитий у ворота бразильського «Васко да Гама», але команда програла 2-1. Півзахисник забив другий гол у матчі за третє місце проти мадридського «Реала», зрівнявши рахунок у матчі і дозволивши перевести гру в додатковий час і серію пенальті, де сильнішими виявилися мексиканці. Це досягнення вважається однією з найважливіших перемог команди на міжнародному рівні. Після чемпіонату Алекса хотіли придбати міланський «Інтернаціонале» і «Реал», але Агінага відхилив пропозиції, залишаючись вірним своєму клубу. У віці 35 років півзахисник приймає рішення покинути клуб. За «Некаксу» Алекс зіграв понад 500 матчів у всіх турнірах і забив близько 100 м'ячів у всіх змаганнях.
Після 14 років, проведених в Мексиці, Алекс отримав мексиканське громадянство. У 2003 році він уклав річний контракт з клубом
«Крус Асуль». Він провів за команду 13 матчів, не забивши жодного м'яча. Після закінчення сезону Агінага залишив клуб і повернувся на батьківщину, підписавши контракт з «ЛДУ Кіто»
У новому клубі Алекс провів один сезон, вигравши з новим клубом еквадорський чемпіонат. За ЛДУ півзахисник провів 71 матч і забив 9 м'ячів.

## Міжнародна кар'єра
5 березня 1987 року в товариському матчі проти збірної Куби Агінага дебютував за збірну Еквадору, в тому ж поєдинку він забив свій перший гол за національну команду. Протягом багатьох років Алекс був капітаном збірної.
У 2001 році він втретє взяв участь у Кубку Америки. На турнірі він зіграв у матчах проти команд Чилі і Колумбії.
У тому ж році в матчі проти збірної Уругваю гольова передача Алекса на Івана Кав'єдеса допомогла збірній Еквадору вперше в історії кваліфікуватися на чемпіонат світу 2002 року. У 2002 році Агінага потрапив у заявку збірної в Японії і Південній Корею на світову першість. На турнірі він зіграв у матчах проти команд Хорватії, Мексики та Італії.

## Тренерська кар'єра
У 2011 році став працювати помічником тренера мексиканської «Америки» Мануеля Лапуенте, але незабаром покинув клуб, після того, як Лапуенте був звільнений. У березні того ж року почав самостійно тренувати гуаякільську «Барселону» після звільнення Рубена Даріо Інсуа. В кінці травня того ж року, він пішов у відставку зі свого поста , щоб не заважати і не впливати на вибори президента клубу в наступному місяці.
З вересня 2014 року Агінага став менеджером «Коррекаміноса», який грав у другому мексиканському дивізіоні, проте наступного року покинув клуб.
У 2016 році недовго тренував «ЛДУ Кіто».

### Голи за збірну Еквадору
| #   | Дата              | Місце                                              | Суперник   | Рахунок | Результат | Турнір                       |
| --- | ----------------- | -------------------------------------------------- | ---------- | ------- | --------- | ---------------------------- |
| 01. | 5 березня 1987    | Естадіо Педро Марреро, Гавана, Куба                | Куба       | 1:2     | 1:2       | Товариський матч             |
| 02. | 7 червня 1988     | Альбукерке Спортс Стедіум, Альбукерке, США         | США        | 0:1     | 0:1       | Товариський матч             |
| 03. | 10 червня 1988    | Х'юстон, США                                       | США        | 0:1     | 0:2       | Товариський матч             |
| 04. | 15 червня 1988    | Сан-Педро-Сула, Гондурас                           | Гондурас   | 1:1     | 1:1       | Товариський матч             |
| 05. | 24 вересня 1989   | Монументаль Ісідро Ромеро Карбо, Гуаякіль, Еквадор | Парагвай   | 1:1     | 3:1       | Кваліфікація до ЧС-1990      |
| 06. | 30 червня 1991    | Національний стадіон, Сантьяго, Чилі               | Чилі       | 3:1     | 3:1       | Товариський матч             |
| 07. | 9 липня 1991      | Естадіо Саусаліта, Вінья-дель-Мар, Чилі            | Уругвай    | 0:1     | 1:1       | Кубок Америки з футболу 1991 |
| 08. | 13 липня 1991     | Естадіо Саусаліта, Вінья-дель-Мар, Чилі            | Болівія    | 1:0     | 4:0       | Кубок Америки з футболу 1991 |
| 09. | 15 червня 1993    | Естадіо Олімпіко, Кіто, Еквадор                    | Венесуела  | 6:1     | 6:1       | Кубок Америки з футболу 1991 |
| 10. | 22 червня 1993    | Естадіо Олімпіко, Кіто, Еквадор                    | Уругвай    | 2:1     | 2:1       | Кубок Америки з футболу 1991 |
| 11. | 6 липня 1996      | Національний стадіон, Сантьяго, Чилі               | Чилі       | 1:1     | 4:1       | Кваліфікація до ЧС-1998      |
| 12. | 1 вересня 1996    | Естадіо Олімпіко, Кіто, Еквадор                    | Венесуела  | 1:0     | 1:0       | Кваліфікація до ЧС-1998      |
| 13. | 12 лютого 1997    | Естадіо Олімпіко, Кіто, Еквадор                    | Уругвай    | 1:0     | 4:0       | Кваліфікація до ЧС-1998      |
| 14. | 2 квітня 1997     | Національний стадіон, Ліма, Перу                   | Перу       | 1:1     | 1:1       | Кваліфікація до ЧС-1998      |
| 15. | 30 квітня 1997    | Монументаль Рівер Плейт, Буенос-Айрес, Аргентина   | Аргентина  | 2:1     | 2:1       | Кваліфікація до ЧС-1998      |
| 16. | 20 серпня 1997    | Естадіо Олімпіко, Кіто, Еквадор                    | Парагвай   | 1:1     | 2:1       | Кваліфікація до ЧС-1998      |
| 17. | 10 вересня 1997   | Фонте-Нова, Салвадор, Бразилія                     | Бразилія   | 3:1     | 4:2       | Товариський матч             |
| 18. | 29 березня 2000   | Естадіо Каса Бланка, Кіто, Еквадор                 | Венесуела  | 2:0     | 2:0       | Кваліфікація до ЧС-2002      |
| 19. | 26 квітня 2000    | Морумбі, Сан-Паулу, Бразилія                       | Бразилія   | 0:1     | 3:2       | Кваліфікація до ЧС-2002      |
| 20. | 22 січня 2002     | Маямі Оранж Боул, Маямі, США                       | Канада     | 1:0     | 2:0       | Золотий кубок КОНКАКАФ 2002  |
| 21. | 22 січня 2002     | Маямі Оранж Боул, Маямі, США                       | Канада     | 2:0     | 2:0       | Золотий кубок КОНКАКАФ 2002  |
| 22. | 20 листопада 2002 | Естадіо Олімпіко, Кіто, Еквадор                    | Коста-Рика | 1:2     | 2:2       | Товариський матч             |
| 23. | 2 червня 2003     | Естадіо Беллавіста, Амбато, Еквадор                | Гватемала  | 2:0     | 2:0       | Товариський матч             |

## Досягнення
Командні
 Некакса
- Чемпіон Мексики: 1994-95, 1995-96,1998 (Зима)
- Переможець Ліги чемпіонів КОНКАКАФ: 1999
- Володар Кубка володарів кубків КОНКАКАФ: 1994
- Володар Кубка Мексики: 1995
- Володар Суперкубка Мексики: 1995

 ЛДУ Кіто
- Чемпіон Еквадору: Апертура 2005